# Ministri della giustizia della Germania
I ministri della giustizia della Repubblica Federale Tedesca dal 1949 ad oggi sono i seguenti.

## Lista
| Ministro            | Ministro         | Ministro                           | Partito                               | Governo              | Inizio            | Fine             |
| ------------------- | ---------------- | ---------------------------------- | ------------------------------------- | -------------------- | ----------------- | ---------------- |
|                     |                  | Thomas Dehler                      | Partito Liberale Democratico          | Governo Adenauer I   | 20 settembre 1949 | 20 ottobre 1953  |
|                     |                  | Fritz Neumayer                     | Partito Liberale Democratico          | Governo Adenauer II  | 20 ottobre 1953   | 16 ottobre 1956  |
|                     |                  | Hans-Joachim von Merkatz           | Partito Tedesco                       | Governo Adenauer II  | 16 ottobre 1956   | 29 ottobre 1957  |
|                     |                  | Fritz Schäffer                     | Unione Cristiano Sociale              | Governo Adenauer III | 29 ottobre 1957   | 14 novembre 1961 |
|                     |                  | Wolfgang Stammberger               | Partito Liberale Democratico          | Governo Adenauer IV  | 14 novembre 1961  | 14 dicembre 1962 |
|                     |                  | Ewald Bucher                       | Partito Liberale Democratico          | Governo Adenauer V   | 14 dicembre 1962  | 11 ottobre 1963  |
| Governo Erhard I    | 17 ottobre 1963  | Ewald Bucher                       | Partito Liberale Democratico          | 27 marzo 1965        |                   |                  |
|                     |                  | Karl Weber                         | Unione Cristiano Democratica          | Governo Erhard I     | 1º aprile 1963    | 26 ottobre 1965  |
|                     |                  | Richard Jaeger                     | Unione Cristiano Sociale              | Governo Erhard II    | 26 ottobre 1965   | 30 novembre 1965 |
|                     |                  | Gustav Heinemann                   | Partito Socialdemocratico di Germania | Governo Kiesinger    | 1º dicembre 1966  | 26 marzo 1969    |
|                     |                  | Horst Ehmke                        | Partito Socialdemocratico di Germania | Governo Kiesinger    | 26 marzo 1969     | 22 ottobre 1969  |
|                     |                  | Gerhard Jahn                       | Partito Socialdemocratico di Germania | Governo Brandt I     | 22 ottobre 1969   | 15 dicembre 1972 |
| Governo Brandt II   | 15 dicembre 1972 | Gerhard Jahn                       | Partito Socialdemocratico di Germania | 16 maggio 1974       |                   |                  |
|                     |                  | Hans-Jochen Vogel                  | Partito Socialdemocratico di Germania | Governo Schmidt I    | 16 maggio 1974    | 14 dicembre 1976 |
| Governo Schmidt II  | 14 dicembre 1976 | Hans-Jochen Vogel                  | Partito Socialdemocratico di Germania | 4 novembre 1980      |                   |                  |
| Governo Schmidt III | 6 novembre 1980  | Hans-Jochen Vogel                  | Partito Socialdemocratico di Germania | 22 gennaio 1982      |                   |                  |
|                     |                  | Jürgen Schmude                     | Partito Socialdemocratico di Germania | Governo Schmidt III  | 22 gennaio 1982   | 1º ottobre 1982  |
|                     |                  | Hans A. Engelhard                  | Partito Liberale Democratico          | Governo Kohl I       | 4 ottobre 1982    | 29 marzo 1983    |
| Governo Kohl II     | 30 marzo 1983    | Hans A. Engelhard                  | Partito Liberale Democratico          | 11 marzo 1987        |                   |                  |
| Governo Kohl III    | 11 marzo 1987    | Hans A. Engelhard                  | Partito Liberale Democratico          | 18 gennaio 1991      |                   |                  |
|                     |                  | Klaus Kinkel                       | Partito Liberale Democratico          | Governo Kohl IV      | 18 gennaio 1991   | 18 maggio 1992   |
|                     |                  | Sabine Leutheusser-Schnarrenberger | Partito Liberale Democratico          | Governo Kohl IV      | 18 maggio 1992    | 17 novembre 1994 |
| Governo Kohl V      | 17 novembre 1994 | Sabine Leutheusser-Schnarrenberger | Partito Liberale Democratico          | 17 gennaio 1996      |                   |                  |
|                     |                  | Edzard Schmidt-Jortzig             | Partito Liberale Democratico          | Governo Kohl V       | 17 gennaio 1996   | 27 ottobre 1998  |
|                     |                  | Herta Däubler-Gmelin               | Partito Socialdemocratico di Germania | Governo Schröder I   | 27 ottobre 1998   | 22 ottobre 2002  |
|                     |                  | Brigitte Zypries                   | Partito Socialdemocratico di Germania | Governo Schröder II  | 22 ottobre 2002   | 22 novembre 2005 |
| Governo Merkel I    | 22 novembre 2005 | Brigitte Zypries                   | Partito Socialdemocratico di Germania | 28 ottobre 2009      |                   |                  |
|                     |                  | Sabine Leutheusser-Schnarrenberger | Partito Liberale Democratico          | Governo Merkel II    | 28 ottobre 2009   | 17 dicembre 2013 |
|                     |                  | Heiko Maas                         | Partito Socialdemocratico di Germania | Governo Merkel III   | 17 dicembre 2013  | 14 marzo 2018    |
|                     |                  | Katarina Barley                    | Partito Socialdemocratico di Germania | Governo Merkel IV    | 14 marzo 2018     | 27 giugno 2019   |
|                     |                  | Christine Lambrecht                | Partito Socialdemocratico di Germania | Governo Merkel IV    | 27 giugno 2019    | 8 dicembre 2021  |
|                     |                  | Marco Buschmann                    | Partito Liberale Democratico          | Governo Scholz       | 8 dicembre 2021   | 7 novembre 2024  |
|                     |                  | Volker Wissing                     | Indipendente                          | Governo Scholz       | 7 novembre 2024   | 6 maggio 2025    |
|                     |                  | Stefanie Hubig                     | Partito Socialdemocratico di Germania | Governo Merz         | 6 maggio 2025     | in carica        |